# Clubhouse
Clubhouse è una serie televisiva statunitense in 11 episodi di cui 5 trasmessi per la prima volta nel corso di una sola stagione nel 2004.
È una serie del genere drammatico a sfondo sportivo ambientata a New York e incentrata sulle vicende dei giovani componenti della squadra di baseball dei New York Empires. La serie, nel corso della sua prima televisiva sulla CBS, fu interrotta dopo cinque episodi e ripresa solo nel 2005 sul canale HDNet.

## Personaggi e interpreti

### Personaggi principali
- Pete Young (11 episodi), interpretato da Jeremy Sumpter.
- Conrad Dean (11 episodi), interpretato da Dean Cain.
- Mike Dougherty (11 episodi), interpretato da Dan Byrd.
- Betsy Young (11 episodi), interpretata da Kirsten Storms.
- Lynne Young (11 episodi), interpretata da Mare Winningham.
- Lou Russo (11 episodi), interpretato da Christopher Lloyd.
- Carlos Tavares (10 episodi), interpretato da John Ortiz.
- Jose Marquez (10 episodi), interpretato da JD Pardo.
- Ellis Hayes (9 episodi), interpretato da Michael Jai White.
- Chris Pontecorvo (8 episodi), interpretato da Gabriel Salvador.

### Personaggi secondari
- Brad Saminski (6 episodi), interpretato da Kevin G. Schmidt.
- Bobby (5 episodi), interpretato da Tony Ervolina.
- Jessie (5 episodi), interpretata da Leah Pipes.
- Chuck (4 episodi), interpretato da Brian Tahash.
- Joe Ross (4 episodi), interpretato da Al White.
- Giocatore degli Empiree (4 episodi), interpretato da K.T. Terry.
- Gwen (3 episodi), interpretata da Nancy Cassaro.
- Sheila (3 episodi), interpretata da Spencer Grammer.
- Sorella Marie (3 episodi), interpretata da Cherry Jones.
- Jim Nantz (3 episodi), interpretato da Jim Nantz.
- Giocatore (3 episodi), interpretato da Adam Carrera.
- Manager generale (3 episodi), interpretato da Richard Steinmetz.
- Rudnik (2 episodi), interpretato da Greg Bond.
- Bordon (2 episodi), interpretato da P.J. Byrne.
- Umpire (2 episodi), interpretato da Ken Medlock.
- Kenny Baines (2 episodi), interpretato da Christopher Wiehl.
- Stuart Truman (2 episodi), interpretato da Charles S. Dutton.
- Detective Turnbull (2 episodi), interpretato da Derrick McMillon.

## Produzione
La serie, ideata da Daniel Cerone, fu prodotta da Nancy Cotone, Matt McGough e Leonard Dick per la Icon Entertainment International, la Spelling Television, la Columbia Broadcasting System e la Spelling Productions e girata, tra le altre location, negli stadi di baseball di Los Angeles e New York. Le musiche furono composte da Richard Marvin e Joey Newman.

### Registi
Tra i registi sono accreditati:
- Frederick King Keller
- Joanna Kerns
- Jerry Levine
- Steve Gomer
- Gavin O'Connor
- Oz Scott
- Bryan Spicer

### Sceneggiatori
Tra gli sceneggiatori sono accreditati:
- Daniel Cerone in 11 episodi
- Leonard Dick
- Joseph Dougherty
- Ashley Gable
- Matthew McGough
- Jonathan Moskin
- David Mulei
- Gavin O'Connor

## Distribuzione
I primi cinque episodi furono trasmessi negli Stati Uniti dal 26 settembre 2004 al 6 novembre 2004 sulla rete televisiva CBS. I restanti episodi furono poi trasmessi l'anno dopo sul canale HDNet (poi dal 2012 AXS TV). È stata distribuita anche in Brasile e, con il titolo Homerun, in Danimarca.

## Episodi
| Stagione       | Episodi | Prima TV USA |
| -------------- | ------- | ------------ |
| Prima stagione | 11      | 2004         |